# GB A 10–44
Die zweiachsigen Personenwagen 1. Klasse der Gattung A und den Nummer 10–44 kamen bei der Gotthardbahn-Gesellschaft (GB) ab 1882 zum Einsatz.

## Geschichte
In den Jahren 1882 und 1883 liess die GB 35 Abteilwagen der 1. Klasse bauen. Die Wagen hatten eine offene Seitengalerie um die «grossartige Landschafts-Szenerie» besser geniessen zu können. Sie besassen zwei Abteile mit je sechs Sitzplätzen entlang der Galerie und ein Abteil mit neun Plätzen. Neben einer Toilette verfügten die Wagen über Dampfheizung und Gasbeleuchtung.
1905 entschied man sich bei der Gesellschaft einen Teil der Wagen umzubauen. So entstanden in den Folgejahren 20 gemischtklassige Wagen 1. und 2. Klasse sowie fünf Wagen der 2. Klasse. Zehn Wagen blieben unverändert. Die seitliche Galerie wurde beim Umbau beibehalten.
1909 bei der Verstaatlichung der GB übernahmen die Schweizerischen Bundesbahnen (SBB) alle 35 Wagen. Wie lange die Wagen im Einsatz waren, ist nicht genau bekannt.

## Nummerierung und Umbauten
| Baujahr | Wagennummer | Umbau in  | Nummer nach Umbau | Nummer ab 1909 SBB |
| ------- | ----------- | --------- | ----------------- | ------------------ |
| 1882    | A 10–18, 24 | –         | –                 | A 361–370          |
| 1882    | A 19-23     | 1907–1908 | B 461–465         | B 3446–3450        |
| 1883    | A 25-43     | 1905      | AB 125–143        | AB 1375–1393       |
| 1889    | A 44        | 1905      | AB 144            | AB 1394            |

1. ↑  Wagen A 44 entstand erst 1889 aus dem Umbau des 1882 gebauten Salonwagen As 50.

## Hersteller
Derzeit ist nicht endgültig zu klären wer welche Wagen hergestellt hat. Laut den verschiedenen Musterblättern der GB (siehe Weblinks), wurden die Wagen 10–18 und 44 von der Maschinenfabrik Esslingen hergestellt, die Wagen 19–43 bei Schmieder & Mayer in Karlsruhe. Laut einem Eintrag im Archiv von SBB Historic wurden die Nummern 16–44 jedoch von der Schweizerischen Industrie-Gesellschaft (SIG) gebaut. Im SIG-Katalog aus dem Jahre 1896 findet sich zudem ein Bild des Wagens mit der Nummer A 42.